# Bengt Björnlund
Bengt Björnlund, född 9 november 1727 i Linköping, död 6 december 1826, var en svensk läkare.
Björnlund genomgick Linköpings skola och gymnasium blev student vid Uppsala universitet 1746 och studerade från 1757 anatomi i Stockholm under ledning av Roland Martin och praktiserade vid Serafimerlasarettet 1758. Han inskrevs vid Lunds universitet och vistades där en kortare tid innan han samma år blev medicine doktor. Under pommerska kriget var han från 1757 hospitalmedicus med förläggning i Stralsund. Björnlund återvände till Stockholm 1762 men utnämndes samma år till provincialmedikus i Björneborg. Som sådan tillhörde han den första provinsialläkargenerationen i Finland och blev den första vetenskapligt utbildade läkare i Björneborg. Förhållandena var allt annat än goda, sjukhus saknades och först 1772 inrättades filialapotek, ett verkligt apotek tillkom först 1781. Han förökte flera gånger erhålla förflyttning, men dessa försök strandade, och han kom att varstå i sin tjänst i Björneborg i femtio år. 1782 tilldelades han assessors titel, blev 1798 ledamot av Finska hushållningssällskapet och tilldelades 1812 Ryska Sankt Vladimirorden.